# Avignonesisches Papsttum

Mittelalterliche Darstellung von Rom als Witwe in Schwarz, die den Verlust des Papsttums betrauert (MS Ital. 81, folio 18, Bibliothèque nationale de France)

Als avignonesisches Papsttum (auch „Papsttum in Avignon“, „avignonesisches Exil“ oder „babylonische Gefangenschaft der Kirche“ genannt) wird der Zeitraum zwischen den Jahren 1309 und 1376 oder 1377 bezeichnet, in dem sieben Päpste ihren Sitz in der südfranzösischen Stadt Avignon hatten. Papst Gregor XI. ließ sich schließlich von Katharina von Siena zur Rückkehr nach Rom bewegen. Er starb allerdings kurz darauf, sodass erst der Nachfolger, der Italiener Urban VI., wieder wirklich ein römischer Papst war. Die Epoche des Papsttums unter französischem Einfluss war damit aber noch nicht überwunden. Kurz nach der Rückkehr kam es im Jahr 1378 zu einer Doppelwahl, die das Abendländische Schisma auslöste, welches bis zum Jahr 1417 andauerte. Auch in dieser Zeit residierte zeitweise ein Papst in Avignon.

## Vorgeschichte
Im 13. Jahrhundert waren zunehmend Tendenzen aufgekommen, die den Universalanspruch des Papsttums beeinträchtigten. Die Nachfolger von Innozenz III. sahen sich etwa einem Konflikt mit den Staufern ausgesetzt, den das Papsttum für sich entscheiden konnte. Nach dem Tod des Stauferkaisers Friedrich II. kam es im Reich zu Doppelwahlen und militärischen Konflikten, die schließlich zum Untergang der Staufer führten. Frankreich stieg währenddessen zur stärksten Macht Europas auf.
Das französische Königtum nutzte seine neue Macht sogleich aus, um auf den Papst Einfluss zu nehmen. Die wahren Verhältnisse verkennend, bestand Papst Bonifatius VIII. (1294–1303) aber weiter auf der Idee des universalen Papsttums in der Tradition Gregors VII. und Innozenz’ III. Er lieferte sich so eine erbitterte politische Auseinandersetzung mit König Philipp IV. von Frankreich, die schließlich in der Bulle Unam Sanctam (1302) einen Höhepunkt fand. Darin reklamierte der Papst das Primat der geistlichen Macht über der weltlichen. Doch Philipp ließ sich davon nicht beirren. Er beschuldigte den Papst der Häresie und appellierte an ein künftiges Konzil, das dem Papst den Prozess machen sollte. Schließlich ließ er ihn in seiner Sommerresidenz für kurze Zeit festnehmen (Attentat von Anagni). Davon gebrochen, starb Bonifatius am 11. Oktober 1303 in Rom.

## Übersiedlung nach Avignon
Der Druck der französischen Krone hatte dazu geführt, dass immer mehr Kardinäle französischer Herkunft waren. Mit Clemens V. wurde 1305 erstmals ein Franzose zum Papst gewählt. Er war zuvor Erzbischof von Bordeaux und ging nach seiner Wahl gar nicht erst nach Rom, sondern ließ sich in Lyon zum Papst krönen. Clemens stand völlig unter dem Einfluss Frankreichs. Vier Jahre nach seiner Krönung ließ er sich dauerhaft in Avignon nieder. Avignon war zwar seit 1290 im Besitz des Grafen der Provence, der als loyaler Vasall der Kirche galt, lag aber im französischen Territorium – wenngleich Clemens VI. später Ländereien um die Stadt herum aufkaufen sollte. Damit hatte sich der Papst in die Abhängigkeit einer Krone gebracht – eine Situation, die seine Vorgänger über zwei Jahrhunderte erbittert bekämpft hatten.
Clemens’ zaghafter Versuch, sich mit Hilfe des römisch-deutschen Kaisers Heinrich VII. der Einflussnahme Philipps zu erwehren, endete schon bald, da Heinrich in Italien die alte imperiale Politik im Stil der Staufer zu erneuern versuchte, so dass Clemens sich wieder Philipp zuwandte. Hierzu trug auch die Drohung Philipps bei, auf einem Prozess gegen Bonifatius VIII. zu bestehen, in dem dieser posthum der Häresie überführt werden sollte, was schwerwiegende Folgen für das Ansehen des Papsttums gehabt hätte.

## Einfluss Frankreichs
Unter französischem Einfluss wurde das Papsttum zum Spielball französischer Machtinteressen und büßte fatalerweise seine Autorität als überparteiliche Macht in Europa ein.

### Templerprozess
Philipp IV. war der größte Schuldner des Templerordens, der während der Zeit der Kreuzzüge reich geworden war und sich anschließend hauptsächlich in Frankreich niedergelassen hatte. Philipp war der exemte, also seinem Jurisdiktionsbereich entzogene Orden ein Dorn im Auge. Er beschädigte systematisch den Leumund der Templer, indem er behauptete, dass die Anhänger des Ordens häretische Sonderlehren verträten und Unzucht trieben. 1307 gab es die ersten Verhaftungswellen aufgrund solcher Beschuldigungen, die unter der Folter erpresst worden waren (Templerprozess). Clemens V. ging nur halbherzig dagegen vor. Selbst von einer Anklage bedroht, lenkte er schließlich ein. Gegen den Willen des Konzils von Vienne hob er den Orden am 22. März 1312 auf. Philipp ließ daraufhin im ganzen Land die Tempelritter verfolgen und teilweise hinrichten. Er beschlagnahmte das Vermögen des Ordens, obwohl es dem Johanniterorden zugesprochen worden war.

### Konflikt mit Ludwig IV. und beginnender Konziliarismus
Unter Clemens’ Nachfolger Johannes XXII. wurde es nicht besser: Indem er französischen Interessen folgte, lieferte er sich eine jahrelange Auseinandersetzung mit dem deutschen Thronprätendenten Ludwig IV. Damit beschädigte er sein Ansehen im Reich, von wo schließlich ein massiver Gegenschlag geführt wurde, der nicht mehr bloß dem Amtsinhaber, sondern dem Papsttum an sich galt. Ludwig IV. appellierte an ein künftiges Konzil und sammelte an seinem Hof eine Reihe von Theologen vor allem aus dem Franziskanerorden, die ihrerseits mit dem Papst im Konflikt lagen (Armutsstreit). Sie arbeiteten dort Schriften und kanonistische Gutachten aus, die die geltende Hierarchie der Kirche in Frage stellten und eine Oberhoheit des Allgemeinen Konzils als Vertreter der ganzen Christenheit behaupteten. Das war der Ursprung des Konziliarismus, der die Kirche in den nächsten zwei Jahrhunderten beschäftigen sollte.

## Kurie und Kirchenverwaltung in Avignon

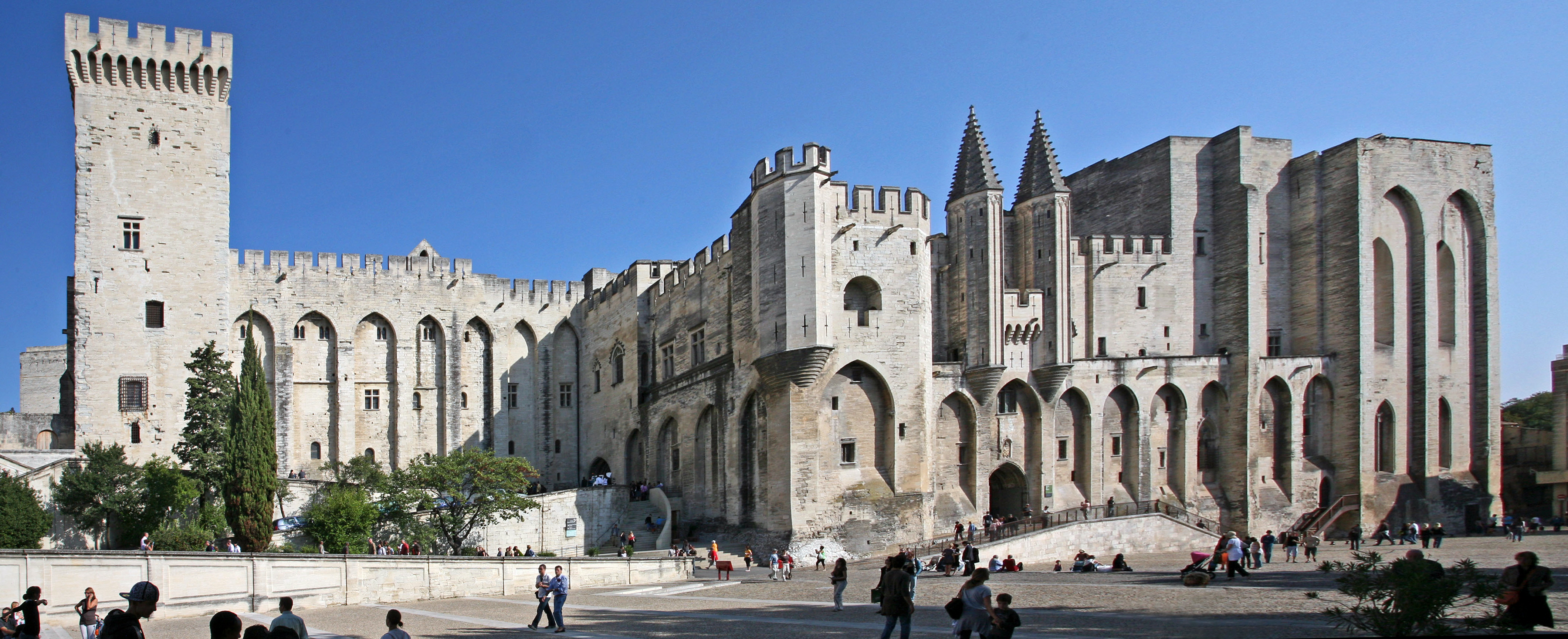
Papstpalast in Avignon

Die Verwaltung der katholischen Kirche, die sich als Gesamtkirche begriff, wurde zunehmend zentralisiert und besser organisiert. Ein Kennzeichen des avignonesischen Papsttums war aber auch der zunehmende Nepotismus der Päpste. Der Papstpalast in Avignon wurde unter Clemens VI. prächtig ausgebaut, die Hofhaltung war äußerst aufwendig. Schließlich kaufte Clemens VI. 1348 die Stadt. Der Papstpalast von Avignon wurde ein Zentrum des Mäzenatentums und des Frühhumanismus. Die Universität von Avignon genoss einen guten Ruf.
Versuche des Papsttums, in Italien – wo der Kirchenstaat Auflösungserscheinungen zeigte – regulierend einzugreifen, blieben erfolglos, nicht zuletzt auch aufgrund des Einflusses starker Kommunen wie Florenz und mächtiger Adelsfamilien wie der Visconti von Mailand. Aber auch allgemeine kommunale Streitigkeiten erschwerten entsprechende Bemühungen einzelner Avignoneser Päpste.

## Rückkehr nach Rom
Unter Ludwigs Nachfolger Karl IV. verbesserte sich das Verhältnis zwischen dem Reich und der Kurie spürbar, da Karl auf ein enges Zusammenwirken der beiden Universalmächte Wert legte. So bot er Urban V. an, unter seinem Schutz nach Rom zurückzukehren. Im Osten versuchten die Päpste, eine Kirchenunion mit der Ostkirche in Byzanz zu erreichen, allerdings ohne Erfolg. Ebenso scheiterten die zum Teil groß angelegten Kreuzzugspläne einzelner Päpste.
Die enge Anlehnung des Papstes an die französische Monarchie, die in unterschiedlicher Intensität immer gegeben war, die Vergabe von Pfründen zur Finanzierung des päpstlichen Hofes und der moralische Zustand des Papsttums riefen in Italien Kritik hervor. So äußerte sich Petrarca sehr verächtlich über die Zustände in Avignon. In Rom wurde der Ruf nach einer Rückkehr des Papstes immer lauter, Gregor XI. vollzog diesen Schritt schließlich, auch auf Druck der Katharina von Siena und der Birgitta von Schweden. Kurz nach der Rückkehr kam es jedoch zu einer Doppelwahl, die das Abendländische Schisma auslöste. Anschließend residierten erneut Päpste in Avignon, andere in Rom. Das Schisma dauerte von 1378 bis 1417 und wurde erst durch das Konzil von Konstanz gelöst.

## Liste der avignonesischen Päpste bzw. Gegenpäpste

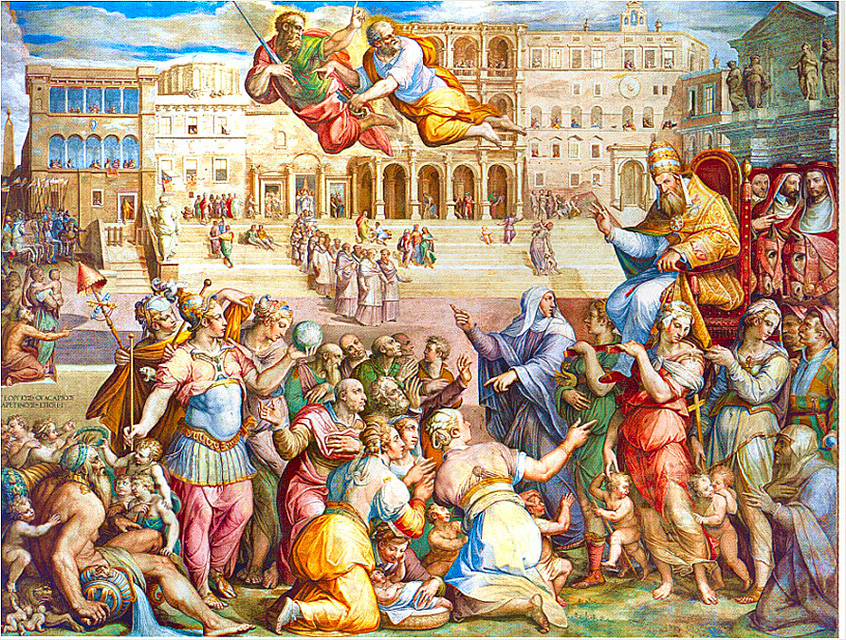
Papst Gregor XI. kehrt feierlich nach Rom zurück (Fresko von Giorgio Vasari in der Sala Regia im Apostolischen Palast, 1571–1574)

- Clemens V. (1305–1314; seit März 1309 in Avignon)
- Johannes XXII. (1316–1334)
- Benedikt XII. (1334–1342, Erbauer des Papstpalastes in Avignon)
- Clemens VI. (1342–1352)
- Innozenz VI. (1352–1362)
- Urban V. (1362–1370)
- Gregor XI. (1370–1378, kehrte 1376 nach Italien zurück)
- Clemens VII. (1378–1394; avignonesischer Gegenpapst zu Urban VI.)
- Benedikt XIII. (1394–1408 in Avignon, Flucht nach Aragonien)
- Clemens VIII. (1423–1429; residierte wie sein Vorgänger Benedikt in Peñíscola)
- Benedikt XIV. (in den 1430er Jahren Untergrundpapst in der Grafschaft Armagnac)